# Étienne Bézout
Étienne Bézout (31. března 1730 Nemours - 27. září 1783 Avon) byl francouzský matematik. V aritmetice proslul tzv. Bézoutovou rovností ("největší společný dělitel dvou přirozených čísel lze zapsat jako lineární kombinaci těchto dvou čísel, jejíž koeficienty jsou celá čísla"), či svým teorémem o počtu průsečíků dvou algebraických křivek, což je základní stavební kámen algebraické geometrie. Napsal spis Obecná teorie algebraických rovnic, publikovaný v roce 1779 a věnovaný teorii eliminace a symetrickým polynomům. V článku publikovaném v roce 1764 používal determinanty, ale nezabýval se jejich obecnou teorií. Neučil na univerzitě, ale pracoval pro francouzské námořnictvo a dělostřelectvo. Napsal též Kompletní kurz matematiky pro použití námořnictva a dělostřelectva, který se později stal základním materiálem pro přijímací zkoušky na École polytechnique. V roce 1758 se stal členem Francouzské akademie věd.

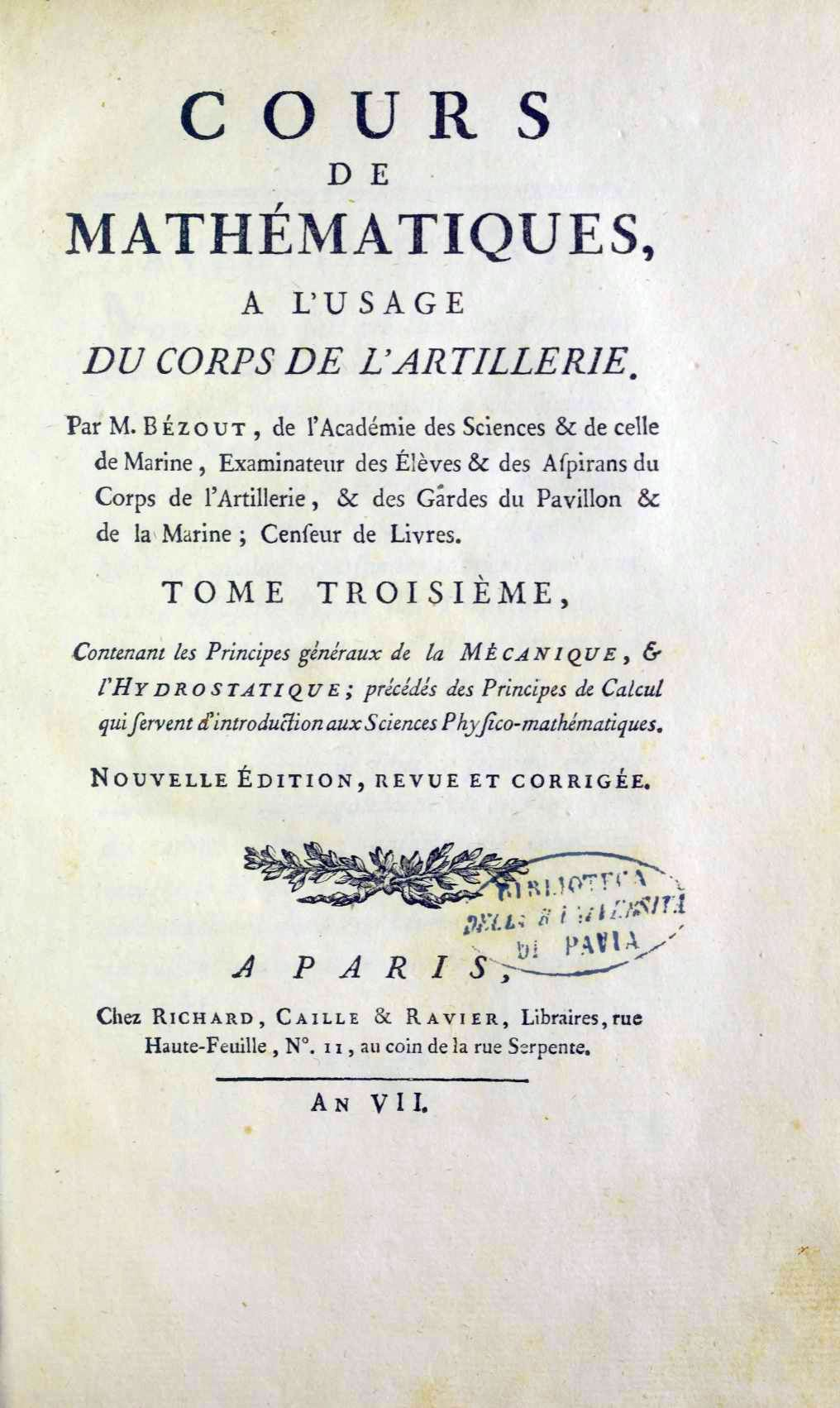
Cours de mathématiques, a l'usage du corps de l'artillerie, 1798